# Quốc lộ 91C
Quốc lộ 91C là một tuyến quốc lộ chạy hoàn toàn trên địa bàn tỉnh An Giang, Việt Nam.

## Lộ trình
Quốc lộ 91C có điểm đầu kết nối với quốc lộ 91 tại lý trình Km 117+000 thuộc địa bàn thành phố Châu Đốc và điểm cuối tại cửa khẩu Khánh Bình thuộc thị trấn Long Bình, huyện An Phú. Ngoài ra, tuyến đường còn kết nối với tuyến quốc lộ 21 của Campuchia. Quốc lộ 91C có tổng chiều dài là 35,5 km.
Hiện nay, quốc lộ 91C cùng với tỉnh lộ 957 là hai tuyến giao thông chính trên địa bàn huyện An Phú.

## Lịch sử
Ngày 31 tháng 5 năm 2011, Bộ Giao thông Vận tải ban hành Quyết định số 1128/QĐ-BGTVT về việc chuyển đường tỉnh lộ 956 thành Quốc lộ 91C với tổng chiều dài 35,5 km.